# Aleksandrovac, Negotin
Aleksandrovac (izvirno srbsko Александровац) je naselje v Srbiji, ki upravno spada pod Občino Negotin; slednja pa je del Borskega upravnega okraja.

## Demografija
V naselju, katerega izvirno (srbsko-cirilično) ime je Александровац, živi 503 polnoletnih prebivalcev, pri čemer je njihova povprečna starost 46,0 let (45,3 pri moških in 46,7 pri ženskah). Naselje ima 174 gospodinjstev, pri čemer je povprečno število članov na gospodinjstvo 3,38.
Prebivalstvo je večinoma nehomogeno.
|  |

| Demografija | Demografija     | Demografija     |
| Leto        | Št. prebivalcev | Št. prebivalcev |
| ----------- | --------------- | --------------- |
|             |                 |                 |
|             |                 |                 |
|             |                 |                 |
|             |                 |                 |
| 1948        | 1015            |                 |
| 1953        | 1031            |                 |
| 1961        | 1056            |                 |
| 1971        | 1077            |                 |
| 1981        | 1085            |                 |
| 1991        | 994             | 716             |
| 2002        | 934             | 588             |
|             |                 |                 |

| Etnična sestava po popisu iz leta 2002 | Etnična sestava po popisu iz leta 2002 | Etnična sestava po popisu iz leta 2002 | Etnična sestava po popisu iz leta 2002 | Etnična sestava po popisu iz leta 2002 |
| -------------------------------------- | -------------------------------------- | -------------------------------------- | -------------------------------------- | -------------------------------------- |
| Vlahi                                  | Vlahi                                  |                                        | 283                                    | 48,12%                                 |
| Srbi                                   | Srbi                                   |                                        | 255                                    | 43,36%                                 |
| Romuni                                 | Romuni                                 |                                        | 18                                     | 3,06%                                  |
| Makedonci                              | Makedonci                              |                                        | 4                                      | 0,68%                                  |
| Bolgari                                | Bolgari                                |                                        | 2                                      | 0,34%                                  |
| Neznano                                | Neznano                                |                                        | 8                                      | 1,36%                                  |